# Mark Daumail
Mark Daumail, né le 6 décembre 1984 à Clermont-Ferrand, est un auteur-compositeur-interprète, arrangeur, ingénieur du son et producteur français.

## Biographie
Mark Daumail créé en 2005 le groupe Cocoon. Il écrit, compose et produit tous les albums studio du groupe : My Friends All Died in a Plane Crash, Where the Oceans End, Welcome Home et Wood Fire.
En 2014 il produit et sort son premier album électro-pop Speed of Light,, porté par le single Monsters.
La même année, il devient mannequin, signé chez l'agence Next.
Fin 2015, Mark Daumail reçoit le titre de sociétaire définitif de la SACEM.[réf. nécessaire], crée son propre label et société de publishing, Yum Yum Records, géré par BMG Rights Management et distribué par Believe.
En septembre 2020, il intègre FLAM, collectif international de mixeurs, réalisateurs, compositeurs, arrangeurs et beatmakers.
Parallèlement à ses projets musicaux personnels, Mark Daumail collabore avec d'autres artistes comme Julien Doré, Stephan Eicher, Bénabar, Vanessa Paradis, Carla Bruni ou Christophe Willlem.
Il produit également des bandes originales pour des films, publicités et courts-métrages et compose régulièrement pour de nombreux artistes.
Mark Daumail est le parrain de l'association Les Liens Du Cœur, qui a pour but de venir en aide aux enfants cardiaques congénitaux et à leur famille.

## Discographie

### Avec Cocoon
- 2006 : I Hate Birds EP
- 2007 : From Panda Mountains EP

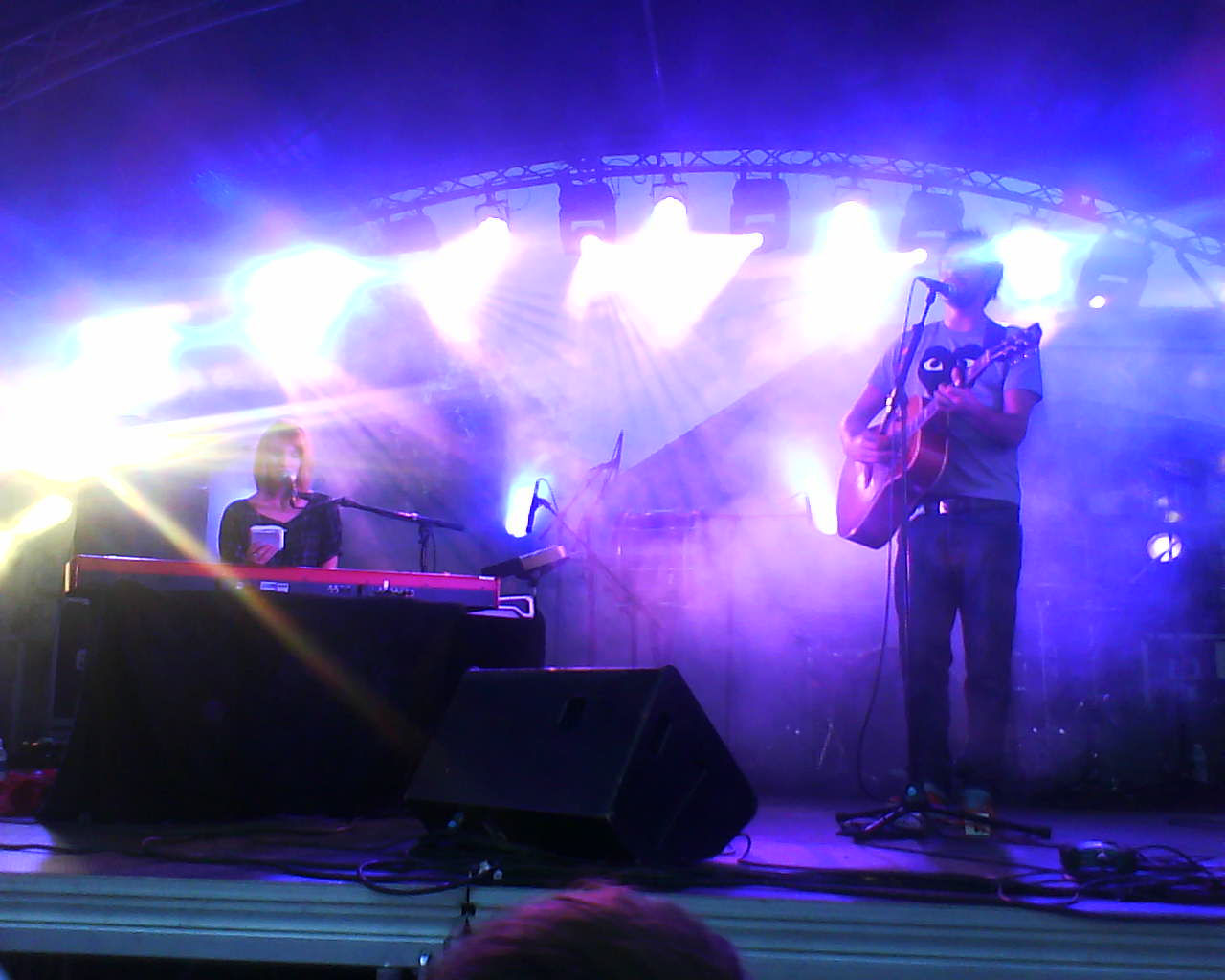
En 2009 avec Morgane Imbeaud.

- 2007 : My Friends All Died in a Plane Crash - certifié double disque de platine.
- 2009 : Back To Panda Mountains
- 2010 : Where the Oceans End - certifié disque de platine.
- 2011 : Covers EP
- 2016 : Welcome Home - certifié disque d'or.
- 2019 : Wood Fire
- 2021 : Pacific Palace EP
- 2021 : The Road
- 2023 : Question Mark
- 2025 : What We Leave Behind

### Solo

#### EP
- 2014 : Mistaken EP (Barclay)

### Collaborations
- 2008 : Acacias et Figures Imposées (single), composés pour l'album Ersatz de Julien Doré - certifié triple disque de platine.
- 2010 : Pound After Pound, single produit pour Greenshape.
- 2012 : Donne-Moi Une Seconde, Morge, Dans Ton Dos (single) et Tous Les Bars, composés et produits pour Stephan Eicher, sur l'album L'Envolée.
- 2012 : Zombie Chéri et Mirror : composés et produits pour le court-métrage Zombie Chéri de Jerome Genevray, sur Canal +.
- 2013 : Ça Grandit, composé pour l'album Bye Bye Manchester de Mélanie Pain.
- 2015 : I Guess Yeah, composé pour l'album A Million Particles de Mathieu Saikaly.
- 2015 : Ma Cause et Par Amour, composés pour l'album Une Seconde Avant L'Aube de Jali.
- 2017 : Le Début De La Suite, album co-composé et produit pour Bénabar - certifié disque d'or.
- 2018 : La Musique Est Trop Forte, single co-composé et produit pour Bénabar et Carla Bruni.
- 2019 : Flood, single produit pour Emily Chaze.
- 2019 : Je Brûle, single composé et produit pour l'album Soleil, Soleil Bleu de Baptiste W. Hamon.
- 2019 : Block Party, co-composé et co-produit pour Mozambo.
- 2019 : Vague A L'Ame Sœur, single composé et produit pour Vanessa Paradis.
- 2020 : Quelle Importance, single co-produit pour Chien Noir.
- 2020 : Lumière Bleue, single co-composé et co-produit pour Chien Noir.
- 2021: Histoire Vraie, single co-produit pour Chien Noir.
- 2021: The Only Way She Knows, single composé pour Saga Back.
- 2021: Histoires Vraies, album co-composé et co-produit pour Chien Noir.
- 2021: Blue Bird EP, produit pour Blue Bird.
- 2021: Herb'Ballade, album produit pour Blue Note Sextet.
- 2021: Mascarade, single co-composé pour Bénabar, sur l'album On Lâche Pas L'Affaire.
- 2022: Tiens Bon et Noir, composés pour Christophe Willem, sur l'album Panorama - certifié disque d'or.
- 2022: Le Meilleur Des Mondes, single produit pour Tété et Ben Mazué.
- 2022: A La Faveur Des Rencontres, album produit pour Tété.
- 2022: Sans Gravité, single composé et produit pour Jali.
- 2022: Life et Nothing Left In My Chest Anymore, singles produits pour Neil Baselo.
- 2023: Un Mot, EP produit pour Jérôme Quériaud.
- 2023 : Mystery et A Song To Let You Go, singles co-composés et produits pour Neil Baselo.
- 2023 : Caryatides, EP produit pour David Scrima.
- 2023 : Don't Rush, duo avec Alaaska.
- 2024 : Gardien De Musée, album co-composé et produit pour David Scrima.
- 2024 : Everybody Knows That Song, single co-composé et produit pour Neil Baselo.
- 2024 : Automatic Songs, album co-produit pour The Woohoo.
- 2024 : Drift Away, duo avec Punishment.
- 2024 : Pause, EP produit pour Jérôme Quériaud.
- 2024 : Late Bloomer, single produit pour Neil Baselo.
- 2025 : I'll Be Waiting, single co-composé et produit pour Neil Baselo.